# Al-Butr
Al-Butr (en singular àrab al-abtar) és un dels dos grans grups de pobles que formen els amazics. L'altre és el grup dels al-Barani. El seu llegendari avantpassat comú fou Madghis al-Abtar (el mutilat). Els erudits pensen que el nom voldria dir "els dels vestits curts". El grup al-Butr està format pels lawata, nafusa, nafzawa, banu fatin i miknasa. Vivien inicialment entre el Nil i Tunísia del sud, però en època reculada els miknasa, els banu fatin i part dels lawata es van desplaçar cap a l'oest. El nom de les diverses tribus s'ha conservat però el nom del grup ha desaparegut.